# Leichtathletik-Weltmeisterschaften 2022/Teilnehmer (Litauen)
| Goldmedaillen | Silbermedaillen | Bronzemedaillen |
| ------------- | --------------- | --------------- |
| -             | 1               | 1               |

Der Leichtathletikverband von Litauen nahm an den Leichtathletik-Weltmeisterschaften 2022 in Eugene teil. Neun Athletinnen und Athleten wurden vom litauischen Verband nominiert.

## Medaillengewinner
| Medaille | Athlet          | Disziplin  |
| -------- | --------------- | ---------- |
| Silber   | Mykolas Alekna  | Diskuswurf |
| Bronze   | Andrius Gudžius | Diskuswurf |

## Ergebnisse

### Männer

#### Laufdisziplinen
| Athlet             | Disziplin   | Vorlauf | Vorlauf | Halbfinale | Halbfinale | Finale       | Finale |
| Athlet             | Disziplin   | Zeit    | Platz   | Zeit       | Platz      | Zeit         | Platz  |
| ------------------ | ----------- | ------- | ------- | ---------- | ---------- | ------------ | ------ |
| Arturas Mastianica | 35 km Gehen |         |         |            |            | 2:36:25 h    | 33     |
| Marius Žiūkas      | 35 km Gehen |         |         |            |            | 2:34:16 h NR | 27     |

#### Sprung/Wurf
| Athlet          | Disziplin  | Qualifikation | Qualifikation | Finale     | Finale |
| Athlet          | Disziplin  | Weite/Höhe    | Platz         | Weite/Höhe | Platz  |
| --------------- | ---------- | ------------- | ------------- | ---------- | ------ |
| Mykolas Alekna  | Diskuswurf | 68,91 m       | 01            | 69,27 m    | Silber |
| Andrius Gudžius | Diskuswurf | 66,60 m       | 05            | 67,55 m    | Bronze |

### Frauen

#### Laufdisziplinen
| Athletin                   | Disziplin   | Vorlauf | Vorlauf | Halbfinale | Halbfinale | Finale    | Finale |
| Athletin                   | Disziplin   | Zeit    | Platz   | Zeit       | Platz      | Zeit      | Platz  |
| -------------------------- | ----------- | ------- | ------- | ---------- | ---------- | --------- | ------ |
| Modesta Justė Morauskaitė  | 400 m       | 51,27 s | 12      | 52,19 s    | 21         | DNQ       | DNQ    |
| Brigita Virbalytė-Dimšienė | 20 km Gehen |         |         |            |            | 1:35:36 h | 23     |

#### Sprung/Wurf
| Athletin          | Disziplin  | Qualifikation | Qualifikation | Finale     | Finale |
| Athletin          | Disziplin  | Weite/Höhe    | Platz         | Weite/Höhe | Platz  |
| ----------------- | ---------- | ------------- | ------------- | ---------- | ------ |
| Urtė Baikštytė    | Hochsprung | 1,86 m        | 21            | DNQ        | DNQ    |
| Ieva Zarankaitė   | Diskuswurf | 57,57 m       | 25            | DNQ        | DNQ    |
| Liveta Jasiūnaitė | Speerwurf  | 63,80 m       | 03            | 58,97 m    | 10     |